# Sparkling Generation Valkyrie Yuuki
Sparkling Generation Valkyrie Yuuki è un webcomic creato nel 2002 da un'autrice che si fa chiamare "Kittyhawk" e che prosegue tuttora, anche se viene aggiornato ad intervalli irregolari.
La trama è una parodia del genere di anime noto come maho shōjo o "serie di maghette", e nel contempo fa numerosi riferimenti alla mitologia nordica, come si può intuire dal titolo.
SGVY ha vinto nel 2004 il Web Cartonist's Choice Award come miglior fumetto online del genere Azione/Supereroi, ed ha ricevuto delle nomination nel 2005 e 2006.
È in corso un progetto per tradurre in giapponese il webcomic, cosa particolare per le origini occidentali dell'opera ma che comunque si rifanno agli stilemi degli anime.

## Trama
Kannazuki Yuuki è uno studente quindicenne (all'inizio della storia) i cui genitori sono perennemente assenti, ed è anche un folle appassionato di maho shōjo. Un giorno trova sullo scaffale della sua videoteca di fiducia un DVD di una nuova serie, Sparkling Generation Valkyrie.
In realtà il DVD è un mezzo ideato dal messaggero degli dei, Hermod (una creatura vagamente simile a un furetto) per reclutare la nuova valchiria che possa lottare contro le forze del male del dio Loki. Ovviamente, essendo un genere destinato soprattutto al pubblico femminile, Hermod non si aspettava che il primo acquirente sarebbe stato un ragazzo.
Yuuki si trova così trasformato in una valchiria, cosa che gli garantisce enormi poteri, ma al prezzo del cambio di sesso. Hermod inganna Yuuki facendogli credere che, una volta sconfitto il primo nemico comparso in città, tutto potrà tornare come prima, ma in realtà l'incantesimo non può essere annullato. Così Yuuki diventa una ragazza a tutti gli effetti e si iscrive alla Montrose Academy (oltre ad essere il nome della scuola, è anche un'autocitazione di un precedente fumetto dell'autrice, The Jar): dovrà così affrontare la doppia vita di eroina e studentessa alle prese con nuovi amici e vecchie conoscenze che non sanno nulla di quanto gli/le è accaduto.